# شهر گرد بغداد

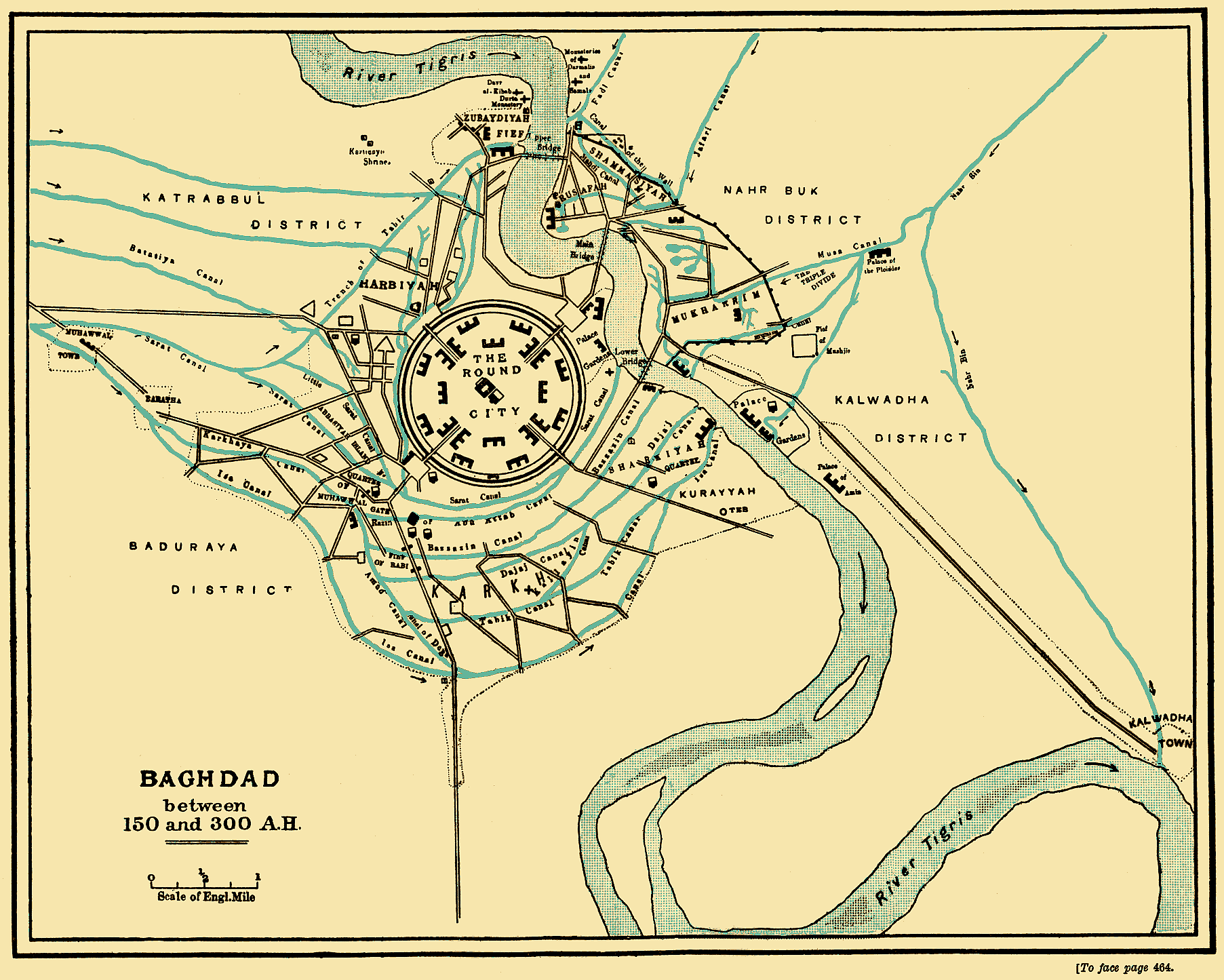
شهر گرد بغداد و مناطق اطراف آن بیم ۱۵۰ تا ۳۰۰ هجری

شهر گرد بغداد (مدینة بغداد المدورة) پایتخت و مقر اصلی درگاه و دیوان خلافت بنی عباس بود که توسط منصور عباسی در خلال سال های ۷۶۲-۷۶۸م بنا نهاده شد. نام رسمی آن در زمان عباسیان «مدینه السلام» (شهر صلح) بود.
منصور برای طراحی این شهر از دو طرح استفاده کرد.
طرح نخست از نوبخت معمار ایرانی و طرح دوم از ماشاءالله، یک یهودی سابق از اهالی خراسان در ایران بود.
بغداد به صورت دایره‌ای با قطر ۲ کیلومتر طراحی شد که این شهر را به‌عنوان ""شهر گرد"" معروف ساخت. طراحی نخستین شهر نشانگر یک حلقه از ساختمان‌های مسکونی و بازرگانی بود که در کنار دیوارهای درون شهر ساخته شده بودند، ولی در هنگام ساخت حلقه‌ای دیگر در داخل حلقه اصلی ساخته شد.
در مرکز شهر ساختمانهای مسجد و همچنین قرارگاه مرکزی سربازان قرار داشت. هدف از ساخت و کاربری بخش خالی مرکز شهر ناشناخته‌است. پایه طراحی دایره شکل شهر دقیقاً بر پایه طراحی شهرسازی ساسانیان است. طرح شهر بغداد کپی‌برداری از نقشه و طرح شهر ساسانی گور (فیروزآباد کنونی) است.